# Sevofluran
Sevofluran är ett inhalationsanestetikum som används både för barn och vuxna vid underhåll av inhalationsanestesi. Medlet är en halogenerad metylisopropyleter. Sevofluran har en god anestetisk effekt. Induktionstiden är kort och uppvaknandet sker snabbt. Dess kemiska formel är Fluorometyl-2,2,2-trifluoro-1-(trifluorometyl)etyleter. Jämfört med andra fluraner så är sevofluran en mindre potent växthusgas.